# فرودگاه کاسیگونکو
فرودگاه کاسیگونکو (به انگلیسی: Kasiguncu Airport) یک فرودگاه همگانی با کد یاتا PSJ است که یک باند فرود آسفالت دارد و طول باند آن ۱۱۷۰ متر است. این فرودگاه در کشور اندونزی قرار دارد و در ارتفاع ۵٫۱۸ متری از سطح دریا واقع شده‌است.

## شرکت‌های هواپیمایی و مقصدهای پروازی
| شرکت‌های هواپیمایی | مقصدهای پروازی          |
| ----------------- | ----------------------- |
| وینگز ایر         | سلطان حسن‌الدین          |
| اکسپرس‌ایر         | سلطان حسن‌الدین، موتیارا |